# Мельница каменных женщин
«Мельница каменных женщин» — франко-итальянский готический хоррор 1960 года режиссёра Джорджо Феррони. Премьера фильма состоялась 30 августа 1960 года.

## Сюжет
Молодой артист, который обучается в консерватории, влюбляется в миловидную дочь одного из преподавателей данного учебного заведения. Вскоре выясняется, что дочь живёт вместе с отцом в старой каменной ветряной мельнице и имеет таинственную наследственную болезнь, требующую для торможения развития болезни кровь молодых девушек. В каменной мельнице отец убивает молодых девушек и переливает их кровь в тело дочери.

## В ролях
- Пьер Брис —  Ханс фон Арним
- Сцилла Габель —  Эльфия Валь
- Вольфганг Прейсс —  доктор Лорен Бохлем
- Лиана Орфей — Аннелора
- Дани Каррель — Лилелотта Корнхейм
- Ольга Сольбелли — Селма

## Художественные особенности
В своей книге Italian Horror Film Directors Луис Поль отметил, что фильм в определённой мере пытается подражать приглушённым оттенкам классических голландских художников девятнадцатого столетия.Также Луис Поль отмечает очень медленный, траурный темп фильма, а также сцены бальзамирования жертв.